# Hemmakki, Mudigere
Hemmakki là một làng thuộc tehsil Mudigere, huyện Chikmagalur, bang Karnataka, Ấn Độ.